# Région économique de la Volga

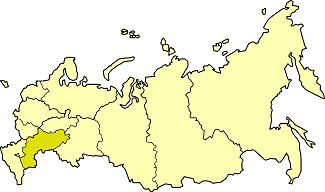
Région économique de la Volga sur la carte de la Russie.

La région économique de la Volga (en russe : Пово́лжский экономи́ческий райо́н, Povoljski ekonomitcheski raïon) est l'une des douze régions économiques de Russie.

## Caractéristiques générales[1]
- Surface : 536 400 km2
- Population : 16 905 000 hab.
- Densité : 31 hab./km2
- Urbanisation : 73 % de la population est urbaine

## Composition
La région économique de la Volga est composée des sujets fédéraux suivants :
- Oblast d'Astrakhan
- République de Kalmoukie
- Oblast de Penza
- Oblast de Samara
- Oblast de Saratov
- République du Tatarstan
- Oblast d'Oulianovsk
- Oblast de Volgograd